# Selecció de futbol de les Filipines

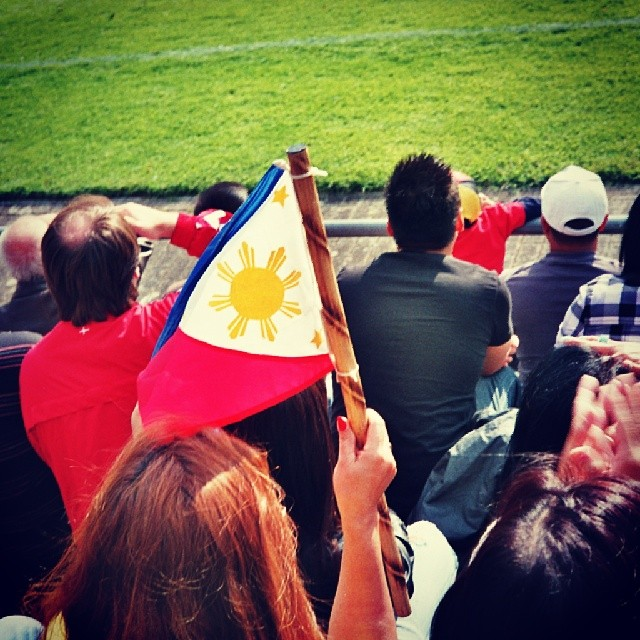
Seguidors de la selecció filipina en un partit amistós a Alemanya.

La Selecció de futbol de les Filipines és el representatiu nacional d'aquest país. És controlada per la Federació Filipina de Futbol, pertanyent a l'AFC.
Tot i que és la selecció més antiga d'Àsia (el seu primer partit va ser al febrer de 1913) encara no ha obtingut grans títols a nivell internacional, arribant a ser considerada fins no fa molts anys com un dels equips més febles del sud-est asiàtic i del continent.
Des de fa uns quants anys, la selecció fa importants progressos en tornejos regionals i continentals, en gran manera per la vinculació de jugadors d'origen filipí nascuts a Europa i els Estats Units i el fitxatge d'alguns d'ells per equips de la lliga local, cosa que ha fet que l'esport i la selecció nacional hagin tingut un creixement exponencial dins i fora del país. Això es va veure demostrat el 2015 i 2016 per a les classificatòries al mundial de Rússia 2018 on si bé Filipines no va passar de la segona ronda, va poder treure resultats sorprenents, per al que era abans aquesta selecció, guanyant 0-2 al Iemen, 2-1 a Bahrain, empatant 0-0 davant Corea del Nord a Pyongyang, resultat ja històric per al futbol filipí, això es va millorar el març del 2016 quan li va guanyar 3-2 a Corea del Nord, caient golejada només en un partit davant Uzbekistan 1- 5 com a local, tot i que després milloraria aquesta imatge com a visitant perdent només per 1-0, actualment segons la FIFA és la millor selecció de la seva regió, el sud-est d'Àsia, superant seleccions com Malàisia, Tailàndia, Indonèsia, Singapur i Vietnam, que abans eren millors. També va estar a prop de classificar-se per a la copa asiàtica del 2015, després de perdre la final de la copa desafiament de l'AFC davant Palestina, que debutaria a la Copa Asiàtica.
Uns dels seus jugadors més destacats ha estat Paulino Alcántara, que seria el golejador històric del Futbol Club Barcelona, en haver marcat 369 gols en 357 partits disputats entre 1912 i 1927, i passant a la història del futbol com el primer asiàtic a jugar a Europa.